# 科雷利亚利古雷
科雷利亚利古雷（義大利語：Coreglia Ligure），是意大利热那亚省的一个市镇。总面积8平方公里，人口269人，人口密度33.6人/平方公里（2009年）。ISTAT代码为010019。

## 友好城市
- 義大利科雷利亚-安泰尔米内利 2005年